# لری مابیالا
لری مابیالا (انگلیسی: Larrys Mabiala؛ زادهٔ ۸ اکتبر ۱۹۸۷) بازیکن فوتبال اهل فرانسه است.
از باشگاه‌هایی که در آن بازی کرده‌است می‌توان به باشگاه فوتبال پاری سن ژرمن، باشگاه فوتبال کاردمیر قره‌بوک‌اسپور، باشگاه فوتبال نیس، باشگاه فوتبال قیصریه‌اسپور، و باشگاه فوتبال پلیموث آرگیل اشاره کرد.
وی همچنین در تیم‌های ملی فوتبال زیر ۲۱ سال فرانسه و جمهوری دموکراتیک کنگو بازی کرده‌است.